# Pisa
Pisa je mesto v Toskani (v srednji Italiji) na desnem bregu ustja reke Arno pred izlivom v Ligursko morje ter je glavno mesto istoimenske pokrajine. Četudi je Pisa svetovno znana predvsem po svojem slavnem poševnem stolpu, zvoniku stolnice, je v mestu z okoli 87.000 prebivalci več kot dvajset starih in umetnostno pomembnih cerkva, več srednjeveških palač in različnih mostov čez reko Arno.
Piazza del Duomo, trg znan tudi po bolj poetičnem opisu Piazza dei Miracoli (Trg čudežev ali Čudežni trg), je najpomembnejše umetniško in turistično središče Pise. Od leta 1987, ki je na seznamu Unescove svetovne dediščine, kjer lahko občudujemo mojstrovine evropske romanske arhitekture, spomenike, ki so središče mestnega verskega življenja: stolnica, krstilnica, pokopališče in zvonik.
V mestu je tudi Univerza v Pisi, ki ima svojo zgodovino že od 12. stoletja in tudi Scuola Normale Superiore di Pisa, ki jo je leta 1810 ustanovil Napoleon, in njeno vejo, Šolo za visoke študije Sant'Anna, kot najbolj priznano podiplomsko šolo v Italiji.
Letališče Galileo Galilei je največje v Toskani in med vodilnimi v Italiji za nizkocenovna potovanja. Ima odlično železniško in avtobusno povezavo z ostalimi toskanskimi mesti, na primer z letališčem Firenze-Peretola.

## Zgodovina
Rimska republika 180–27 pr. n. št. 

 Rimsko cesarstvo 27 pr. n. št.–285 n. št 

 Zahodno rimsko cesarstvo 285–476 

 Kraljestvo Odoakerja 476–493 

 Ostrogotsko kraljestvo 493–553 

 Bizantinsko cesarstvo 553–603 

 Kraljestvo Lombardija 603–773 

 Karolinško cesarstvo 774–812 

 Toskanska marka 812–1000 

 Republika Pisa 1000–1406

 Florentinska republika 1406–1569

 Veliko vojvodstvo Toskana 1569–1801 

 Kraljestvo Etrurija 1801–1807 

 Prvo Francosko cesarstvo 1807–1815 

 Veliko vojvodstvo Toskana 1815–1859 

 Zveza provinc srednje Italije 1859–1860 

 Kraljevina Italija 1861–1946 

 Republika Italija 1946–danes

### Antično obdobje
Izvor imena Pisa je skrivnost. Medtem ko je izvor mesta ostal neznan stoletja, so bili Pelazgi, Grki, Etruščani in Liguri različno predlagani za ustanovitelje mesta (na primer kolonija starodavnega mesta Pisa v Grčiji). Arheološki ostanki iz 5. stoletja pred našim štetjem so potrjevali obstoj mesta ob morju in trgovali z Grki in Galci. Prisotnost etruščanske nekropole, odkrite med izkopavanji za večnamenski stadion Arena Garibaldi leta 1991, je potrdila njeno etruščansko poreklo.
Starodavni rimski avtorji so Piso omenjali kot staro mesto. Strabon je izvor Pise povezal z mitskim Nestorjem, kraljem Pilosa, po padcu Troje. Vergilij v svoji Eneidi trdi, da je bila Pisa že v opisanih časih veliko središče; naseljenci iz obale reke Alfeos naj bi bili zaslužni za ustanovitev mesta v 'etruščanskih deželah'. Vergilijski komentator Servij je zapisal, da so Tevti ali Pelops, kralj Pisanov, mesto ustanovili 13 stoletij pred začetkom skupne dobe.
Pisa naj bi bila ustanovljena na obali, toda zaradi naplavinskih sedimentov reke Arno in Serchio, katerih ustje leži približno 11 km severno od Arnovega, se je obala premaknila proti zahodu. Strabon navaja, da je bilo mesto od obale oddaljeno 4,0 km. Trenutno se nahaja 9,7 km od obale. Vendar je bilo to pomorsko mesto z ladjami, ki so plule po Arnu. [5] V 90-ih letih je bil v mestu zgrajen kopališki kompleks.
Pomorska vloga Pise bi morala že biti vidna, če bi ji starodavne oblasti pripisale izum pomorskega ovna. Pisa je izkoristila kot edino pristanišče ob zahodni obali med Genovo (takrat majhno vasico) in Ostijo. Pisa je služila kot osnova za rimske pomorske odprave proti Ligurom, Galcem in Kartažanom. Leta 180 pred našim štetjem je postala rimska kolonija po rimski zakonodaji, kot Portus Pisanus. Leta 89 pred našim štetjem je Portus Pisanus postal municipij. Cesar Avgust je kolonijo utrdil v pomembno pristanišče in spremenil ime, ko je Colonia Iulia obsequens.

### Pozna antika in zgodnji srednji vek
V zadnjih letih zahodnega rimskega cesarstva Pisa ni nazadovala toliko kot druga mesta v Italiji, verjetno zaradi zapletenosti rečnega sistema in posledične enostavnosti obrambe. V 7. stoletju je Pisa pomagala papežu Gregorju I. z dobavo številnih ladij pri njegovi vojaški odpravi proti bizantincem iz Ravene: Pisa je bilo edino bizantinsko središče Tuscie, ki je mirno padla v lombardske roke, z asimilacijo s sosednjo regijo, kjer so bili njihovi trgovinski interesi prevladujoča. Pisa se je tako začela dvigovati do vloge glavnega pristanišča Zgornjega Tirenskega morja in postala glavno trgovsko središče med Toskano in Korziko, Sardinijo ter južnimi obalami Francije in Španije.
Potem ko je Karel Veliki leta 774 premagal Langobarde pod poveljstvom Desiderija, je Pisa šla skozi krizo, a si je kmalu opomogla. Politično je postala del vojvodine Lucca. Leta 860 so Piso zajeli Vikingi pod vodstvom Björna Železnobokega (staronorveški: Bjǫrn Járnsíða). Leta 930 je Pisa postala okrožno središče (status, ki ga je ohranila do prihoda Otona I.) pod oznako Tuscia. Lucca je bila glavno mesto, Pisa pa najpomembnejše mesto, saj je sredi 10. stoletja cremonski škof Liutprand Cremonski imenoval Piso Tusciae provinciae caput ('glavno mesto province Tuscia'), stoletje kasneje pa so markiza iz Tuscie pogosto imenovali 'markiz iz Pise'. Leta 1003 je bila Pisa glavni junak prve skupne vojne v Italiji proti Lucci. S pomorskega vidika je od 9. stoletja pojav saracenskih piratov nagovarjal mesto, naj razširi svojo floto; v naslednjih letih je ta flota dala mestu priložnost za večjo širitev. Leta 828 so pisanske ladje napadle obalo severne Afrike. Leta 871 so sodelovali pri obrambi Salerna pred Saraceni. Leta 970 so močno podprli odpravo Otona I. in premagali bizantinsko floto pred obalami Kalabrije.

### 11. stoletje
Moč Pise kot pomorske države je začela rasti in dosegla vrh v 11. stoletju, ko je postala tradicionalna slava ene od štirih glavnih zgodovinskih pomorskih republik Italije (Repubbliche Marinare).
Takrat je bilo mesto zelo pomembno trgovsko središče in je nadzorovalo pomembno sredozemsko trgovsko floto in mornarico. Svojo moč je leta 1005 razširila z obleganjem Reggio Calabria na jugu Italije. Pisa je bila v stalnem konfliktu z nekaterimi 'Saraceni' - srednjeveški izraz, ki se nanaša na arabske muslimane -, ki so imeli svoje baze na Korziki, zaradi nadzora nad Sredozemljem. Leta 1017 je Pisa v zavezništvu z Genovo vojaško podprla sardinskega Giudicatija, da bi premagal saracenskega kralja Mugahida, ki je leto prej naselil logistično bazo na severu Sardinije. Ta zmaga je Pisi dala premoč v Tirenskem morju. Ko so Pisani pozneje pregnali Genovežane iz Sardinije, se je med temi mogočnimi morskimi republikami rodil nov konflikt in rivalstvo. Med letoma 1030 in 1035 je Pisa premagala več rivalskih mest na Siciliji in osvojila Kartagino v severni Afriki. V letih 1051–1052 je admiral Jacopo Ciurini osvojil Korziko in izzval več zamer Genovežanov. Leta 1063 je admiral Giovanni Orlandi, ki je priskočil na pomoč Normanu Rogeriju I., odvzel Palermo saracenskim piratom. Zlati zaklad, odvzet Saracenom v Palermu, je Pisanom omogočil, da so začeli graditi svojo stolnico in druge spomenike, ki sestavljajo znameniti trg Piazza del Duomo.
Leta 1060 je morala Pisa začeti svojo prvo bitko z Genovo. Zmaga Pise je pomagala utrditi njen položaj v Sredozemlju. Papež Gregor VII. je leta 1077 priznal nove zakone in običaje morja, ki so jih uvedli Pisani; cesar Henrik IV. Nemški jim je podelil pravico, da imenujejo svoje konzule, kar jim je svetoval svet starešin. To je bila preprosto potrditev sedanjega položaja, kajti markiz je bil v teh letih že izključen iz oblasti. Leta 1092 je papež Urban II. Pisi podelil prevlado nad Korziko in Sardinijo, obenem pa je mesto povzdignil v rang nadškofije.
Pisa je leta 1088 odtujila tunizijsko mesto Mahdia. Štiri leta kasneje so njihove in ladje Genovežanov pomagale Alfonsu VI. Kastiljskem, da je El Cida izrinil iz Valencije. V prvem križarskem pohodu je sodelovala tudi pisanska flota s 120 ladjami, Pisani pa so bili pomembni pri zavzetju Jeruzalema leta 1099. Na poti v Sveto deželo ladje niso zamudile priložnosti, da bi opustošile nekatere bizantinske otoke; križarje iz Pise je vodil njihov nadškof Daibert, bodoči jeruzalemski patriarh. Pisa in druge Repubbliche Marinare so križarski pohod izkoristile za ustanovitev trgovskih postojank in kolonij v vzhodnih obalnih mestih Levanta. Pisani so zlasti ustanovili kolonije v Antiohiji (Akre, Jafa, Tripoli, Tir, Latakija). Imeli so tudi druge posesti v Jeruzalemu in Cezareji ter manjše kolonije (z manjšo avtonomijo) v Kairu, Aleksandriji in seveda v  Konstantinoplu, kjer jim je bizantinski cesar Aleksej I. Komnen podelil posebne pravice priveza in trgovanja. V vseh teh mestih so Pisani dobili privilegije in imuniteto pred obdavčitvijo, vendar so morali v primeru napada prispevati k obrambi. V 12. stoletju je četrt Pisanov v vzhodnem delu Konstantinopla narasla na 1000 ljudi. V nekaj letih tega stoletja je bila Pisa najvidnejši trgovec in vojaški zaveznik Bizantinskega cesarstva, ki je premagala same Benetke.

### 12. stoletje
Leta 1113 sta Pisa in papež Pashal II. skupaj z grofom iz Barcelone in drugimi kontingenti iz Provanse in Italije (brez Genovežanov) začeli vojno za osvoboditev Balearskih otokov pred Mavri; kraljica in kralj Majorke sta bila v verigah pripeljana v Toskano. Čeprav so Almoravidi kmalu ponovno osvojili otok, je plen pomagal Pisanom pri njihovem čudovitem programu stavb, zlasti stolnice, Pisa pa je dobila prednost v zahodnem Sredozemlju.
V naslednjih letih je mogočna pisanska flota, ki jo je vodil nadškof Pietro Moriconi, po divjih bojih pregnala Saracene. Čeprav je bil uspeh Pise v Španiji kratkotrajen, je povečal rivalstvo z Genovo. Trgovina Pise z Languedocom in Provanso (Noli, Savona, Fréjus in Montpellier) je ovirala genovske interese v mestih, kot so Hyères, Fos-sur-Mer, Antibes in Marseille.
Vojna se je začela leta 1119, ko so Genovežani napadli več galej na poti do domovine in so trajali do leta 1133. Obe mesti sta se borili med seboj na kopnem in na morju, vendar so bile sovražnosti omejene na racije in piratske napade.
Junija 1135 je Bernard iz Clairvauxa sodeloval na koncilu v Pisi in uveljavil trditve papeža Inocenca II. proti protipapežu Anakletu II., ki je bil leta 1130 izvoljen za papeža z normansko podporo, vendar zunaj Rima ni bil priznan. Inocenc II. je rešil konflikt z Genovo in vzpostavil vplivno sfero Pise in Genove. Takrat bi lahko Pisa, neovirano s strani Genove, sodelovala v spopadu Inocenca II. proti sicilijskemu kralju Rogeriju II.. Amalfi, ena od morskih republik (čeprav je pod normansko vladavino že propadala), je bila osvojena 6. avgusta 1136; Pisani so uničili ladje v pristanišču, napadli gradove v okolici in odgnali vojsko, ki jo je Rogerij poslal iz Averse. Ta zmaga je Piso pripeljala do vrhunca moči in do položaja, enakega Benetkam. Dve leti kasneje so njeni vojaki opustošili Salerno.
V naslednjih letih je bila Pisa ena najmočnejših zagovornic stranke gibelinov. To je zelo cenil Friderik I. Barbarossa. V letih 1162 in 1165 je izdal dva pomembna dokumenta z naslednjimi ugodnostmi: Pisani so poleg jurisdikcije nad podeželjem Pise dobili svobodo trgovine v celotnem imperiju, obali od Civitavecchie do Portovenere, polovica Palerma, Messine, Salerna in Neaplja, celotno o, Mazaro in Trapani ter ulico s hišami za svoje trgovce v vseh mestih kraljevine Sicilije. Nekatere od teh ugodnosti so pozneje potrdili Henrik VI., Otto IV. in Frederick II. Označili so vrh moči Pise, spodbujali pa so tudi zamere mest, kot so Lucca, Massa, Volterra in Firence, ki so videle, da je njihov cilj širitve proti morju onemogočen. Spopad z Lucco se je nanašal tudi na posest gradu Montignoso in predvsem na nadzor ceste Via Francigena, glavne trgovske poti med Rimom in Francijo. Nenazadnje pa lahko tako nenadno in močno povečanje moči Pise pripelje le do nove vojne z Genovo.
Genova je pridobila pretežno prevladujoč položaj na trgih južne Francije. Vojna se je začela predvidoma leta 1165 na Roni, ko napad na konvoj, usmerjen v nekatera pisanska trgovska središča na reki, s strani Genovežanov in njihovega zaveznika grofa Toulouškega ni uspel. Pisa pa je bila zaveznica Provansi. Vojna se je nadaljevala do leta 1175 brez pomembnih zmag. Druga točka slabitev je bila Sicilija, kjer sta obe mesti imeli privilegij, ki ju je podelil Henrik VI. Leta 1192 je Pisa uspela osvojiti Messino. Tej epizodi je sledila vrsta bitk, ki so se končale z genoveškim osvajanjem Sirakuz leta 1204. Kasneje so bila trgovska mesta na Siciliji izgubljena, ko se je novi papež Inocenc III., čeprav je odstranil ekskomunikacijo, ki jo je nad Piso oddal njegov predhodnik papež Celestin III., sam pridružil gvelfom iz Toskane, ki so jih vodile Firence. Kmalu je sklenil tudi pakt z Genovo, s čimer je še bolj oslabil prisotnost Pise v južni Italiji.
Da bi preprečila genoveško prevlado v južnem Tirenskem morju, je Pisa okrepila odnos s španskimi in francoskimi tradicionalnimi bazami (Marseille, Narbonne, Barcelona itd.) In poskušala kljubovati beneški vladavini v Jadranskem morju. Leta 1180 sta se mesti dogovorili za pogodbo o nenapadanju na Tirenskem morju in Jadranu, vendar je smrt cesarja Manuela I. Komnena v Konstantinoplui položaj spremenila. Kmalu so se začeli napadi na beneške konvoje. Pisa je podpisala trgovinske in politične pakte z Ancono, Puljem, Zadrom, Splitom in Brindisijem; leta 1195 je pisanska flota prišla do Pole, da bi branila svojo neodvisnost od Benetk, vendar je Serenissimi kmalu uspelo ponovno osvojiti uporniško obmorsko mesto.
Leto kasneje sta mesti podpisali mirovno pogodbo, ki je imela za Piso ugodne pogoje, vendar so jo Pisani leta 1199 kršili z blokado pristanišča Brindisi v Apuliji. V naslednji pomorski bitki so jih Benetke premagale. Sledila je vojna, ki se je končala leta 1206 s pogodbo, v kateri se je Pisa odpovedala vsem upanjem na širitev na Jadranu, čeprav je ohranila trgovska mesta, ki jih je ustanovila na tem območju. Od takrat sta se mesti združili proti naraščajoči moči Genove in včasih sodelovali, da bi povečali trgovske koristi v Konstantinoplu.

### 13. stoletje
Leta 1209 sta bila v Lericiju dva sveta za dokončno razrešitev rivalstva z Genovo. Podpisana je bila 20-letna mirovna pogodba. Ko pa je leta 1220 cesar Friderik II. potrdil svojo nadvlado nad Tirensko obalo od Civitavecchie do Portovenera, je genovska in toskanska zamera zoper Piso znova rasla. V naslednjih letih se je Pisa v Garfagnani spopadla z Lucco, Florentinci pa so jo porazili pri Castel del Bosco. Močan položaj gibelinov v Pisi je to mesto diametralno pripeljal do papeža, ki je bil v močnem sporu s cesarstvom, in res je papež skušal mestu odvzeti oblast nad severom Sardinije.
Leta 1238 je papež Gregor IX. sklenil zavezništvo med Genovo in Benetkami proti cesarstvu in posledično tudi proti Pisi. Leto kasneje, leta 1241, je izobčil Friderika II. in sklical proticesarski koncil v Rimu. 3. maja 1241 je kombinirana flota pisanskih in sicilijanskih ladij pod vodstvom cesarjevega sina Enza napadla genoveški konvoj ob otoku Giglio (bitka pri Giglio) pred Toskano, ki je prevažal prelate iz severne Italije in Francije; Genovežani so izgubili 25 ladij, medtem ko je bilo približno tisoč mornarjev, dva kardinala in en škof ujetih. Po tej izjemni zmagi koncil v Rimu ni uspel, vendar je bila Pisa izobčena. Ta skrajni ukrep je bil odpravljen šele leta 1257. Kakor koli že, toskansko mesto je skušalo izkoristiti ugodne razmere za osvojitev korziškega mesta Aleria in leta 1243 celo oblegati Genovo.
Ligurska republika Genova pa si je hitro opomogla od tega udarca in leta 1256 povrnila Lerici, ki so ga Pisanci osvojili nekaj let prej.
Velika širitev v Sredozemlju in pomembnost trgovskega razreda sta zahtevala spremembo mestnih inštitucij. Sistem s konzuli je bil opuščen, novi mestni vladarji pa so leta 1230 za civilnega in vojaškega vodjo imenovali capitano del popolo ('ljudski glavar'). Kljub tem reformam je osvojeno deželo in samo mesto nadlegovalo rivalstvo med družinama Della Gherardesca in Visconti. Leta 1237 sta nadškof in cesar Friderik II. posredovala za uskladitev obeh tekmecev, vendar pritiski niso prenehali. Leta 1254 so se ljudje uprli in kot politične predstavnike v občini naložili 12 Anziani del Popolo ('Ljudske starešine'). Prav tako so dopolnili zakonodajne svete, sestavljene iz plemičev, z novimi ljudskimi sveti, ki so jih sestavljali glavni cehi in šefi Ljudskih družb. Ti so bili pooblaščeni za ratifikacijo zakonov Generalnega sveta in Senata.

### Nazadovanje
Propad naj bi se začel 6. avgusta 1284, ko je bila številčno nadrejena flota Pise pod poveljstvom Albertina Morosinija poražena s sijajno taktiko genoveške flote pod poveljstvom Benedetta Zaccarije in Oberta Dorije v dramatični pomorski bitki pri Melorii. Ta poraz je končal pomorsko moč Pise in mesto si ni nikoli več opomoglo; leta 1290 so Genovežani za vedno uničili Porto Pisano (pristanišče Pisa) in zemljo zasuli s soljo. Območje okoli Pise mestu ni dovolilo, da bi si opomoglo od izgube tisočev mornarjev iz Melorie, medtem ko je Ligurija Genovi zagotovila dovolj mornarjev. Vendar se je še naprej trgovalo z blagom, čeprav v manjši količini, a konec je prišel, ko je Arno začel spreminjati smer in preprečeval, da bi galeje prišle do mestnega pristanišča ob reki. Bližnje območje je verjetno okužila tudi malarija. Pravi konec se je zgodil leta 1324, ko se je Sardinija popolnoma izgubila v korist Aragoncev.
Pisa, ki je bila vedno gibelinska, je v 14. stoletju poskušala zgraditi svojo moč in celo uspela premagati Firence v bitki pri Montecatiniju (1315) pod poveljstvom Uguccione della Faggiuola. Po daljšem obleganju so Piso leta 1405 zasedle Firence. Florentinci so poškodovali capitano del popolo ('ljudskega glavarja') Giovannija Gambacorto, ki je ponoči odprl mestna vrata San Marca. Vojska ni nikoli osvojila Pise. Leta 1409 je bil v Pisi sedež sveta, ki je poskušal zastaviti vprašanje velikega razkola. V 15. stoletju je bil dostop do morja otežen, saj je pristanišče zasipalo in je bilo od morja odrezano. Ko je leta 1494 Karel VIII. Francoski napadel italijanske države, da bi zahteval neapeljsko kraljestvo, je Pisa ponovno postala neodvisna kot druga Republika Pisa.
Nova svoboda ni trajala dolgo; narejenih je bilo 15 let bitk in obleganj florentinskih čet, ki so jih vodili Antonio da Filicaja, Averardo Salviati in Niccolò Capponi, vendar mesta nikoli niso uspeli osvojiti. Vitellozzo Vitelli s svojim bratom Paolom je bil edini, ki mu je dejansko uspelo prebiti močno obrambo Pise in narediti preboj v bastijonu Stampace na jugozahodnem delu obzidja, vendar v mesto ni vstopil. Zaradi tega so bili osumljeni izdaje in Paola so usmrtili. Vendar pa so se sredstva v Pisi zmanjševala in na koncu je bilo mesto prodano družini Visconti iz Milana in sčasoma spet Firencam. Vloga glavnega pristanišča Toskane je pripadla Livornu. Pisa je pridobila predvsem kulturno vlogo, ki jo je spodbudila prisotnost Univerze v Pisi, ustanovljene leta 1343, ki jo je kasneje okrepila Scuola Normale Superiore di Pisa (1810) in Scuola Superiore di Studi Universitari e di Perfezionamento Sant'Anna (1987).
Pisa je bila rojstno mesto pomembnega fizika Galileo Galileia. Še vedno je sedež nadškofije. Poleg svojih izobraževalnih ustanov je postalo središče lahke industrije in železniško vozlišče. Med drugo svetovno vojno je bila večkrat uničena.
Od zgodnjih 1950-ih ameriška vojska vzdržuje kamp Darby tik ob Pisi, ki ga veliko ameriško vojaško osebje uporablja kot bazo za počitnice na tem območju.

## Geografija
Mesto se nahaja nekaj kilometrov od ustja reke Arno, na ravnem območju, imenovanem spodnje Valdarno, ki ga na severu zapirajo gore Monte Pisani.
Pisa je bila epicenter dveh potresnih dogodkov, potresa 10. januarja 1168 in drugega potresa, ki se je zgodil leta 1322: oba potresna dogodka sta imela moč okoli 4,6 stopnje po Richterjevi lestvici in dosegla stopnjo V-VI Mercallijeve lestvice.
Pisa ima sredozemsko podnebje (Köppnova podnebna klasifikacija Csa). Za mesto so značilne hladne blage zime in vroča poletja. To prehodno podnebje omogoča Pisi, da uživa v poletju, skorajda brez dežja, značilnem za osrednjo in južno Italijo, saj so poleti (najbolj suha sezona) padavine občasne. Padavine dosežejo vrh jeseni.

## Izvor imena
Izvor toponima Pisa je popolnoma negotov. Brez kakršne koli zgodovinske podlage  je zgodba o ustanovitvi Pise s strani ahajskih bojevnikov, kot so poročali nekateri antični zgodovinarji.
Izvor mesta je zelo starodaven, naselje sega v vilanovsko dobo. V rimskih časih je mesto po socialni vojni postalo municipij in kolonija z imenom Colonia Opsequens Iulia Pisana.
V zvezi s toponimom sta bili postavljeni dve hipotezi, ki ju je treba preučiti, čeprav brez prevelikih dokazov: prva se nanaša na izraz, ki pomeni 'izliv' v zvezi z izlivom Arna, druga pa na predlatinsko osnovo ( ), morda oddaljeno povezano z grško πῖσος pîsos, 'namakano mesto'.

## Glavne znamenitosti
Medtem ko je zvonik stolnice znan kot Poševni stolp v Pisi, najbolj znana podoba mesta, je to ena izmed številnih umetniških in arhitekturnih del na mestnem trgu Piazza del Duomo, od 20. stoletja znano tudi kot Piazza dei Miracoli (Trg čudežev), severno od starega mestnega jedra. Na trgu Piazza del Duomo so tudi Duomo (stolnica), krstilnica in Camposanto Monumentale (pokopališče). Srednjeveški kompleks vključuje zgoraj omenjene štiri svete stavbe, bolnišnico in nekaj palač. Za ves kompleks skrbi Opera (fabrica ecclesiae) della Primaziale Pisana, stara neprofitna fundacija, ki deluje že od nastanka stolnice (1063) do vzdrževanja svetih stavb. Območje je uokvirjeno s srednjeveškim obzidjem, za katerega skrbi občinska uprava.
Druge znamenitosti so:
- Piazza dei Cavalieri (Viteški trg), kjer je mogoče videti Palazzo della Carovana z impresivno fasado, ki jo je zasnoval Giorgio Vasari. Stoji na trgu.
- Santo Stefano dei Cavalieri, cerkev na Piazza dei Cavalieri, ki jo je tudi zasnoval Vasari. Prvotno je bila enoladijska; v 17. stoletju sta bili dodani še dve. V njej je doprsni kip Donatella in slike Vasarija, Jacopa Ligozzija, Alessandra Feija in Pontorma. Vsebuje tudi plen iz številnih pomorskih bitk med cavalieri (vitezi sv. Štefana) in Turki med 16. in 18. stoletjem, vključno s turško bojno zastavo, ki jo je leta 1571 v bitki pri Lepantu nosila vodilna ladja Müezzinzade Ali Paše.
- Sveti Sikst. Ta majhna cerkev, posvečena leta 1133, je prav tako blizu Piazza dei Cavalieri. Uporabljali so ga kot sedež najpomembnejših notarskih listin v mestu, kjer je gostil tudi Svet starešin. Danes je ena najbolje ohranjenih zgodnje romanskih stavb v mestu.
- Sveti Frančišek. Cerkev San Francesco je morda zasnoval Giovanni di Simone, zgrajena po letu 1276. Leta 1343 so bile dozidane nove kapele in cerkev povišana. Je enoladijska in opazen zvonik ter križni hodnik iz 15. stoletja. V njem so dela Jacopa da Empolija, Taddea Gaddija in Santija di Tita. V Gherardescovi kapeli so pokopani Ugolino della Gherardesca in njegovi sinovi.
- San Frediano. Ta cerkev, zgrajena leta 1061, ima notranjost bazilike s tremi ladjami, z razpelom iz 12. stoletja. Med obnovo so bile dodane slike iz 16. stoletja, vključno z deli Venture Salimbenija, Domenica Passignana, Aurelia Lomija in Rutilia Manettija.
- San Nicola. To srednjeveško cerkev, zgrajeno do leta 1097, so med letoma 1297 in 1313 povečali avguštinci, morda po načrtu Giovannija Pisana. Osmerokotni zvonik je iz druge polovice 13. stoletja. Na slikah sta Madona z otrokom Francesca Trainija (14. stoletje) in Sv. Nikolaj reši Piso od kuge (15. stoletje). Omeniti velja tudi lesene skulpture Giovannija in Nina Pisana ter Oznanjenje Francesca di Valdambrina.
- Santa Maria della Spina. Majhna cerkev iz belega marmorja ob Arnu, ki jo pripisujejo Lupu di Francescu (1230), je še ena odlična gotska stavba.
- San Paolo in Ripa d'Arno. Cerkev je bila ustanovljena okoli leta 952 in je bila sredi 12. stoletja razširjena na podoben način kot stolnica. Prigrajeno ima romansko kapelo svete Agate z nenavadnim piramidalnim vrhom.
- 'San Pietro in Vinculis. Znana kot San Pierino, je cerkev iz 11. stoletja s kripto in kozmatskim mozaikom na tleh glavne ladje.
- Borgo Stretto - ta srednjeveška borgo ali soseska vsebuje sprehajalne arkade in ulice Lungarno ob reki Arno. Vključuje gotsko-romansko cerkev San Michele in Borgo (990). V mestu sta še najmanj dva nagnjena stolpa, eden na južnem koncu osrednje ulice Via Santa Maria, drugi na polovici poti ob reki Piagge.
- Medičejska palača - palača je bila nekoč v lasti družine Appiano, ki je vladala Pisi v letih 1392–1398. Leta 1400 so jo pridobili Medičejci; Lorenzo de' Medici je tu bival.
- Orto botanico di Pisa – Botanični vrt univerze v Pisi je najstarejši evropski univerzitetni botanični vrt.
- Palazzo Reale. ('Kraljevska palača') je nekoč pripadala patricijski družini Caetani. Tu je Galileo Galilei velikemu vojvodi Toskane pokazal planete, ki jih je odkril s svojim teleskopom. Zgradbo je leta 1559 postavil Baccio Bandinelli za Cosima I. de' Medici, kasneje pa jo je razširil z drugimi palačami. Palača je danes muzej.
- Palazzo Gambacorti - ta palača je gotska stavba iz 14. stoletja, v njej pa so zdaj pisarne občine. Notranjost prikazuje freske, ki se ponašajo z pomorskimi zmagami Pise.
- Palazzo Agostini - je gotska stavba, znana tudi kot Palazzo dell'Ussero, s fasado iz 15. stoletja in ostanki starodavnega mestnega obzidja iz leta 1155. Ime stavbe izvira od kavarne Caffè dell'Ussero, zgodovinskega zbirališče, ustanovljena 1. septembra 1775.
- Mural Tuttomondo. Sodobna freska, zadnje javno delo Keitha Haringa, na zadnji steni samostana cerkve Sant'Antonio, poslikana junija 1989

### Muzeji
- Museo dell'Opera del Duomo: med drugim razstava izvirnih skulptur Nicole Pisana in Giovannija Pisana ter zakladi stolnice.
- Museo delle Sinopie: prikaz sinopij iz Camposanta, monumentalnega pokopališča. Gre za rdeče oker podrisne za freske, narejene z rdečkasto, zelenkasto ali rjavkasto zemeljsko barvo z vodo.
- Museo Nazionale di San Matteo: razstava skulptur in slik iz 12. do 15. stoletja, med njimi mojstrovine Giovannija in Andree Pisana, Mojstra San Martina, Simone Martinija, Nina Pisana in Masaccia.
- Museo Nazionale di Palazzo Reale: razstava stvari družin, ki so živele v palači: slike, kipi, oklepi itd.
- Museo Nazionale degli Strumenti per il Calcolo: razstava zbirke instrumentov, ki se uporabljajo v znanosti, med katerimi je Van Musschenbroekov pnevmatski stroj in kompas, ki je verjetno pripadal Galileu Galileii.
- Museo di storia naturale dell'Università di Pisa (Naravoslovni muzej Univerze v Pisi), ki se nahaja v Certosa di Calci, zunaj mesta. V njem je ena največjih zbirk okostja kitov in skeletov v Evropi.
- Palazzo Blu: center za začasne razstave in kulturne dejavnosti, ki se nahaja v Lungarnu, v središču starega mestnega jedra. Palača je lahko prepoznavna, saj je edina modra stavba.
- Cantiere delle Navi di Pisa - Arheološko območje antičnih ladij v Pisi: muzej s 10.650 kvadratnimi metri, ki se ga lahko obišče z vodenim ogledom. [11 Razstava "Le Navi Antiche di Pisa" gostuje v sobah in prehodih Arsenali Medicei (Medičejski arzenali) v Pisi. Razdeljena je na osem odsekov:[8]
  - Prva soba muzeja je osredotočena na zgodovino mesta Pisa med arheologijo in legendo. Ukvarja se z razvojem do etruščanskega in rimskega obdobja, nato pa do prihoda Langobardov.
  - Sledi odnos mesta do ozemlja in vode: poplave, organizacija regije med kanali in centurizacijami, pristanišče Pisa, kamnolomi in lončarske delavnice, ribištvo, kmetijstvo, les in kako je ta intenzivna proizvodna dejavnost vplivala na ozemlje, kar je povzročilo , še v starih časih, njegova hidrogeološka nestabilnost. Izjemno odkritje leta 1998, mesto izkopavanja in restavriranja rimskih ladij v Pisi.
  - Pisaško ravnico so skozi stoletja večkrat prizadele katastrofalne poplave: arheološka izkopavanja so omogočila podrobno rekonstrukcijo stoletne zgodovine, sestavljene iz ladij, najdb in življenjskih zgodb. Posebna pozornost je namenjena načinu arheoloških izkopavanj v mokrem okolju. Na mestu izkopavanja so našli znatne dele jader, ki omogočajo zanesljivo rekonstrukcijo kompleksnega sistema, na katerem je temeljila struktura jader.
  - Razstava ladij in njihovih tovorov ter opreme, ki zavzema dva prehoda arzenala, je razdeljena na dva dela: prvi prehod se osredotoča na globokomorske ladje, drugi pa na čolne po celinskih plovnih poteh. Tu so na eni steni še vse amfore, znane v Pisi: oblike, vsebina in izvor.

### Palače, stolpi in vile
- Palazzo del Collegio Puteano
- Palazzo della Carovana
- Palazzo delle Vedove
- Torre dei Gualandi
- Villa di Corliano
- Poševni stolp v Pisi

## Pomembni ljudje povezani s Piso
- Giosuè Carducci, pesnik in dobitnik Nobelove nagrade
- Massimo Carmassi, arhitekt
- Carlo Azeglio Ciampi in Giovanni Gronchi, politika, nekdanja predsednika republike Italije
- Maria Luisa Cicci, pesnica
- Alessio Corti, matematik
- Rustichello da Pisa, pisatelj
- Enrico Fermi in Carlo Rubbia, fizika in dobitnika Nobelove nagrade
- Leonardo Fibonacci, matematik
- Galileo Galilei, fizik
- Giovanni Gentile, filozof in politik
- Orazio Gentileschi, slikar
- Ugolino della Gherardesca, grof (glej tudi Dante Alighieri)
- Giacomo Leopardi, pesnik in filozof
- Andrea Pisano, kiparka
- Bruno Pontecorvo, fizik

## Pobratena mesta
Pisa je pobratena z:
| - Corumbá, Corumbá - Acre, Izrael - Kolding, Danska, od 2007 - Santiago de Compostela, od 2010 - Angers]], Francija, od 1982 - Jeriho, Palestina, os 2000 - Niles, Illinois, ZDA, od 1991 - Coral Gables, Florida, ZDA - Unna, Nemčija, od 1996 - Cagliari, Italija - Ocala, Florida, ZDA, od 2004 |